# El brazo de brillantes
El Brazo de Brillantes (del ruso: Бриллиантовая рука) es una película de género cómico (bufonada) soviética de 1968 dirigida por Leonid Gaidái. Incluyó en su reparto a varios famosos actores rusos como Yuri Nikulin, Andréi Mirónov, Anatoli Papánov, Nonna Mordiukova y Svetlana Svetlíchnaya. Es considerada una película de culto en Rusia.

## Argumento
El jefe de una banda del mercado negro conocido como El Jefe quiere introducir en la Unión Soviética un paquete de joyas camufladas en una escayola ortopédica en el brazo de correo. Las joyas acaban en el brazo del "ordinario ciudadano soviético" Semión Semiónovich Gorbunkov que es confundido con el correo mientras realizaba una excursión en la costa. El ciudadano lo explica a la militsia, que usa a Gorbunkov como cebo para capturar a los criminales. La mayor parte de la película trata sobre los intentos de dos ineptos matones, Liólik y Gennadi Kozodóyev, de conducir a Gorbunkov a una situación en la que puedan quitarle la escayola limpiamente.

## Reparto
- Yuri Nikulin, Semión Semiónovich Gorbunkov, economista en Gyproryba.
- Nina Grebeshkova, Nadia, la esposa de Gorbunkov.
- Andréi Mirónov, Gennadi Petróvich Kozodóyev, alias Guesha
- Anatoli Papánov, Liólik, el ayudante del jefe.
- Nonna Mordiukova, Varvara Seguéyevna Pliushch, administradora.
- Svetlana Svetlichnaya, Ana Serguéyevna, una mujer fatal.
- Andréi Fajt, vendedor de billetes de lotería, visitante del restaurante "El sauce llorón"
- Nikolái Trofimov, coronel de la militsia.
- Stanislav Chekan, Mijáil Ivánovich, capitán de la militsia
- Vladímir Guliáyev, Volodia, lugarteniente de la militsia.
- Nikolái Románov, El Jefe.
- Grigori Shpigel, contrabandista en Estambul, farmacéutico.
- Leonid Kanevski, contrabandista en Estambul
- Viktoria Ostróvskaya, prostituta en Estambul.
- Oleksandr Jvylia, Borís Savélievich, maître de "El Sauce Llorón".
- Tatiana Nikulina, guía de Estambul.
- Maksim Nikulin, niño con una red.
- Leonid Gaidai, borracho.
- Serafima Jolina, animadora de la muestra de moda.
- Roman Filipov, Evgueni Nikoláyevich Ladýzhenski, cliente del Kolymá.
- Evgenia Melnikova, María Nikoláyevna, ascensorista-portera.
- Apolloni Yachnitski, Nikolái Ivánovich, el guía a Estambul.
- Lev Poliakov, capitán del buque Mijáil Svétloye.
- German Kachin, periodista en el puerto.
- Igor Yasulovich, Víktor Nikoláyevich, inquilino que saca a pasear el perro en un lugar inadecuado.
- Sasha Lisiutina, hija de Gorbunkov.
- Mitia Nikoláyev, Maksim, hijo de Gorbunkov.
- Gueorgui Svetlani, pensionista.
- Aleksandr Kozubski, Fedia, camarero en "El Sauce Llorón".
- Igor Vasilenko, contrabandista.
- Iván Zhevago, aduanero del puerto.
- Valeri Kuprianov, sargento de la militsia.

## Canción
La Isla de la Mala Suerte
La irónica "La isla de la Mala suerte" (en ruso: Остров невезения, lit. 'Ostrov nevezeniya') se hizo popular después del estreno de la película. Fue cantada en la película por el Kozodoyev durante el crucero mientras rasguea una guitarra mientras se relaja en la cubierta del barco. La canción es temática, ya que presagia la mala suerte que Kozodoyev experimenta a lo largo de toda la película. La canción fue grabada por el propio Mironov. Esto no es raro, ya que muchos actores rusos de esa época eran competentes en el canto y el baile.
La Canción Sobre Las Liebres
La metafórica "Canción sobre Liebres" (en ruso: Песня про зайцев, lit. 'Pesnya pro zaytsev') también se convirtió en una canción popular a fines de la década de 1960. Cuenta la historia de un grupo de liebres personificadas que cosechan una hierba mitológica "tryn" (en ruso: "tryn-trava") por la noche y proclaman que no temen a ningún depredador, ya sean lobos o búhos. Las liebres cantan audazmente un estribillo que comienza con "¡No nos importa!" ("A nam vsyo ravno!"), que en realidad es el significado de"tryn-trava". La canción fue interpretada en la película por el protagonista Semyon Gorbunkov después de una fuerte dosis de vodka en el restaurante. Más tarde, la escena fue incluso representada en un sello dedicado al actor Yuri Nikulin. Grabado por el propio Nikulin.
Ayúdame
La tercera y última canción popular de esta película fue "Ayúdame" (en ruso: Помоги мне, lit. 'Pomogi mne') interpretada por Aida Vedishcheva, una cantante de la era soviética conocida por su interpretación de canciones para películas producidas en la década de 1960. La canción paródica de estilo tango trata sobre el amor y la pasión, y se reproduce de fondo durante una escena en la que una femme fatale contratada por los secuaces del Jefe intenta seducir y la droga Gorbunkov.